# Торговельний флот США
Торговельний флот США (англ. United States Merchant Marine) — торговельний флот Сполучених Штатів Америки, який комплектується цивільним персоналом, має або цивільні (приватні) кораблі та судна, або торговельні та спеціальні судна, власником яких є федеральний уряд країни. Обидві категорії суден перебувають під комплексним керівництвом державних або приватних управлінських структур і залучаються до комерційної діяльності або транспортування товарів і послуг у судноплавних водах США та поза їхніми межами.
Основним призначенням американського торговельного флоту у мирний час є перевезення вантажів і пасажирів; у воєнний час торговельний флот може залучаться в ролі допоміжного флоту військово-морським силам Сполучених Штатів з метою його використання для доставки військового персоналу, озброєння, військової техніки та майна в інтересах Збройних сил країни. Персонал торговельного флоту може бути призваний на військову службу міністерством оборони США. Це зазвичай досягається використанню морських офіцерів торговельних суден в ролі офіцерів стратегічних морських перевезень резерву ВМС США.
Власники та екіпажі торговельного флоту оперують вантажними та пасажирськими суднами у різних акваторіях, а також експлуатують і утримують глибоководні торговельні судна, буксири, пороми, земснаряди, екскурсійні судна, чартерні човни та інші водні судна на океанах, морях, Великих озерах, річках, каналах, гаванях та інших водних комунікаціях.
За станом на 31 грудня 2016 року торговельний флот США має 175 приватних суден океанського типу, водотоннажністю понад 1 000 реєстрових тонн. Близько 800 американських суден ходять під прапором інших країн світу.
Федеральний уряд Сполучених Штатів керує суднами торговельного флоту за допомоги певних організацій типу Командування військово-морських перевезень та Резервний флот національної оборони. У 2004 році американський уряд застосовував близько 5% усіх потужностей торговельного флоту в інтересах держави.